# Provincia de Padre Abad
La provincia de Padre Abad es una de las cuatro que conforman el departamento de Ucayali en el oriente del Perú. Su capital es la ciudad de Aguaytía.
Limita por el norte con el departamento de Loreto, por el este con la provincia de Coronel Portillo y por el sur y por el oeste con el departamento de Huánuco.
Su nombre honra al religioso español Francisco Alonso de Abad, fraile franciscano explorador del río Aguaytía y el primero en hacer contacto con los nativos cashibos en el siglo XVIII.
Desde el punto de vista jerárquico de la Iglesia católica, forma parte de la vicariato apostólico de Pucallpa.

## Historia
El territorio de la provincia de Padre Abad desde tiempos inmemoriales fue habitado por indígenas del grupo cashibo descendientes de la familia lingüística pano de quienes se dice fueron antropófagos y feroces guerreros. También estuvo habitado por otros grupos etnolingüísticos, entre ellos: shipibo, conibo, shetebo, cacataibo y carapacho.
Los grupos shipibo y conibo ocupaban la zona adyacente al río Ucayali, mientras que los carapachos y cashibos estuvieron afincados en la parte alta de los ríos San Alejandro, Aguaytía y sus afluentes. Los grupos étnicos convivían en conflictos, sus fronteras de ocupación dependían de los avances y repliegues de los enfrentamientos armados que sostenían.
En 1726 el sacerdote Franciscano Simón Jara descubre las Pampas del Sacramento. Entre los años 1727 y 1736, los misioneros hicieron los primeros contactos con los indomables indígenas cashibos.
Su historia está ligada a la existencia de un abra natural (Boquerón) en la cordillera Azul, descubierta por el padre Francisco Alonso de Abad el 25 de mayo de 1757 encontrándose en busca de una ruta que acortara las distancias entre los ríos Huallaga y Ucayali en lugar de dar el rodeo por el Pozuzo o seguir las corrientes del Huallaga e introducirse por el norte de este río a la cuenca del Ucayali. Para esta hazaña el misionero partió del pueblo de San Antonio de Cuchero (hoy la ciudad de Tingo María) navegando los ríos Huallaga y Tulumayo, atravesando la cordillera Divisoria llegó a los ocho días a un paraje en terreno quebrado de donde se divisa el río Yuracyacu que serpenteando entre los cerros, sale a las Pampas del Sacramento.
Gracias a las memorias del padre Francisco Alonso de Abad, quien manifiesta en sus relatos la existencia de «un boquete abierto que da salida a un arroyo en terreno quebrado de impresionante y majestuosa altura, estrecha garganta y verticales taludes rocosos»; que casi a las dos centurias en el año 1937 una expedición dirigida por el Ing. Augusto Coz Sarria y Alfonso Bernoz partiendo de Tingo María logró su redescubrimiento, lo que facilitó la construcción de la carretera Tingo María-Pucallpa. Fueron el Ing. Federico Basadre, director nacional de caminos y el franciscano José Ignacio Aguirrezabal, párroco de Pucallpa, los principales artífices.
Entre los años 1880 y 1915, durante la época de la explotación del caucho, las cuencas de los ríos Aguaytía y San Alejandro se constituyeron en frentes extractivos produciéndose la incorporación violenta de la población indígena a la economía cauchera. Por insuficiencia de mano de obra indígena para la extracción de este recurso, las empresas recurren a la mano de obra de la población de ceja de selva y sierra suscitándose la primera ola de migración a la zona.
Al final del boom cauchero gran parte de los inmigrantes se establecieron en forma dispersa en las riberas de los ríos dando origen a la población ribereña-mestiza. Aguaytía, capital de la provincia empezó a poblarse como caserío en el año 1914 con la llegada de sus primeros moradores mestizos, don Felipe Donayre, Antonio Mendoza y Antonio Quesada.
Entre los años 1940-1943, se construyó la carretera Federico Basadre integrando a las 3 regiones naturales del Perú: Costa, Sierra y Selva. A partir de entonces, en este espacio físico, se inicia un proceso socioeconómico dinámico con el crecimiento demográfico vertiginoso de la ciudad de Pucallpa, que en poco tiempo se convirtió de un caserío en la segunda ciudad amazónica más poblada. El proceso migratorio no solo tuvo como destino la ciudad de Pucallpa, sino todo el eje de la carretera Federico Basadre, incluyendo sus ramales secundarios.
La provincia de Padre Abad se creó políticamente en el segundo gobierno del presidente Fernando Belaúnde, mediante Ley n.º 23416, del 1 de junio de 1982, conjuntamente con las provincias de Atalaya y Purús, fijándose los límites definitivos del departamento de Ucayali.

## Geografía

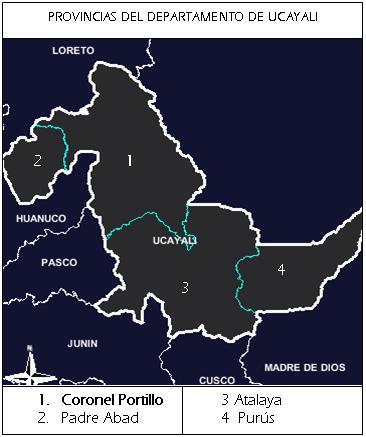
División política de Ucayali

La provincia tiene una extensión de 8822,50 km².
El ámbito de la provincia de Padre Abad se extiende desde el flanco oriental de la cordillera de los andes (sector comprendido dentro de la cuenca del río Aguaytía) hasta el caserío Andrés Avelino Cáceres en el Distrito de Curimana, estando conformado por las unidades geográficas que son la cuenca del río Aguaytía y la subcuenca del río San Alejandro, los mismos que se subdividen en pequeñas microcuencas, cuyos espacios en algunos casos representan los ámbitos distritales.
La provincia de Padre Abad está ubicada en la selva oriental y al noroeste de la Región Ucayali. Sus coordenadas geográficas se sitúan entre 09°02´13” latitud sur y 75°30´12” longitud oeste en el meridiano de Greenwich, a una altitud de 250 m s. n. m.

## Población
La provincia tiene una población aproximada de 59 336 habitantes.

## División administrativa

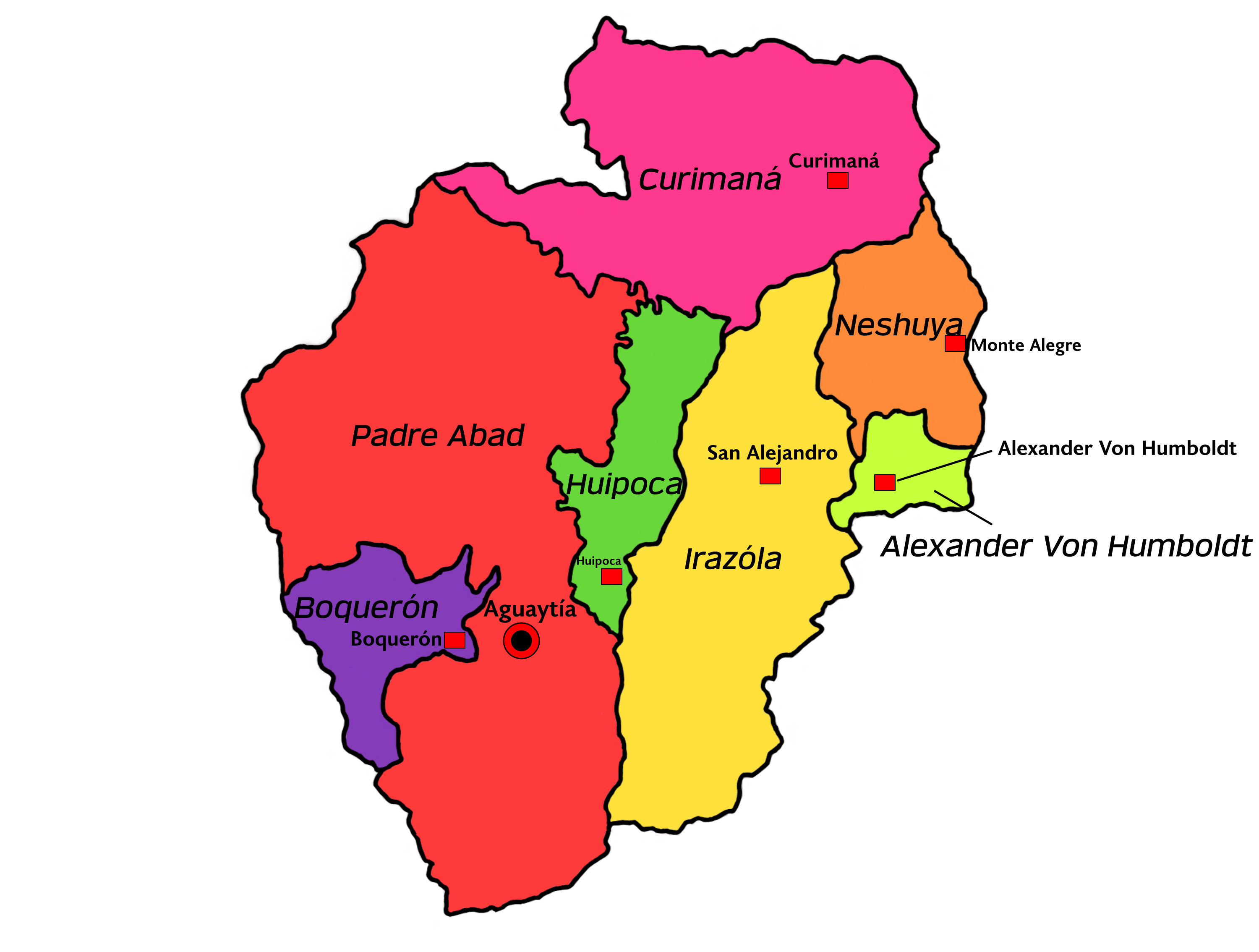
Provincia de Padre Abad y sus distritos.

Se divide en siete distritos:
1. Padre Abad
2. Huipoca[2]
3. Boquerón
4. Irázola
5. Curimaná
6. Alexander von Humboldt
7. Neshuya

## Capital
La capital de esta provincia es la ciudad de Aguaytía.

## Autoridades

### Regionales
- Consejeros regionales
  - 2023-2026[3]

  1. Manuel Jesus Antonio Huaman  (Todos Somos Ucayali)
  2. Jaime Obdulio Garcia Fernandez (Movimiento Independiente Regional Cambio Ucayalino)

### Municipales
- 2015-2018[4]

Gestión 2019-2022
- 2019-2022[5]
  - Alcalde: Román Tenazoa Secas, de Todos Somos Ucayali o Daniel Osiel Zegarra Macuyama.
  - Regidores:

  1. Daniel Osiel Zegarra Macuyama (Todos Somos Ucayali)
  2. Nirma Alegría Torres (Todos Somos Ucayali)
  3. Grimaldo Odilón Lastra Campos (Todos Somos Ucayali)
  4. Luis Delin Cabrera Ramírez (Todos Somos Ucayali)
  5. Nely Martín Carmen (Todos Somos Ucayali)
  6. José Enrique Caillahua Íñigo (Todos Somos Ucayali)
  7. Elmith Flores Rojas (Alianza para el Progreso)
  8. Judith Eliana Yaringaño Balvín (Alianza para el Progreso)
  9. Luis Edgardo Tecco Fernández (Fuerza Popular)

### Policiales
- Comisario

### Religiosas
- Vicariato apostólico de Pucallpa
  - Vicario: Mons. Gaetano Galbusera Fumagalli, SDB.
- Parroquia San Martín de Porres[6]
  - Párroco: Pbro. Consalvi Lucio